# Tadashi Yanai
Tadashi Yanai (柳井 正 Yanai Tadashi?, nacido el 7 de febrero de 1949) es un hombre de negocios japonés, el fundador y presidente de Fast Retailing, de la cual Uniqlo (ユ ニ ク ロ, "ropa única") es una filial. En junio de 2025 estaba situado en el lugar número 30 de las personas más ricas del mundo por Forbes, convirtiéndose en el hombre más rico de Japón, con un valor neto estimado de 45.100.000.000 en 2025 US$ . 

## Biografía

### Primeros años
Yanai nació en Ube, Prefectura de Yamaguchi, en febrero de 1949. Los nombres de sus padres son Kanichi Yanai y Hisako Mori Yanai. Asistió al instituto de Ube y más tarde a la Universidad de Waseda, donde se graduó en 1971 con una licenciatura en Economía y Ciencia Política. Su tío era un activista para la eliminación de la discriminación de la gente de clase baja, llamada burakumin (grupo minoritario de la sociedad japonesa).

### Carrera
En 1971, Yanai comenzó en el negocio con la venta de utensilios de cocina y ropa de hombre en un supermercado JUSCO. Después de un año en JUSCO, renunció y se unió a la sastrería de su padre. Yanai abrió la primera tienda Uniqlo en Hiroshima en 1984, y cambió el nombre de la empresa de su padre Ogori Shoji a Fast Retailing en 1991.
En la década de 1990, trasladó su industria a China, para obtener ventaja sobre la base de producción de los fabricantes japoneses rivales, que también estaba aumentando. Así, se produjeron cambios importantes: por un lado, en cuanto a la producción, fortaleció el grado de requisitos de integración y, por otra parte, obligó a todos los socios proveedores que la elección de materiales y gestión de procesos estuvieran estrictamente de acuerdo con las especificaciones de UNIQLO. Yanai también aprovechó de forma activa una parte de las materias primas, tales como pasto de lana de Mongolia comprada directamente a los pastores y negociantes de ovejas para tomar el control de la calidad de su ropa. Finalmente, se abrió paso por Hong Kong, Corea, y los mercados europeos y americanos.
Ha declarado: "[...] Puedo parecer un hombre de éxito, pero he cometido muchos errores. Las personas toman demasiado en serio sus fracasos. Hay que ser positivo y creer que vas a encontrar el éxito la próxima vez". Está casado y tiene dos hijos, Kazumi y Koji, que viven con su padre en Tokio.

## Obras
Tadashi Yanai ha escrito dos libros sobre sus experiencias como hombre de negocios:
- One Win, Nine Losses (1991)[8]
- Throw Away Your Success in a Day (2009)